# Malăk tjardak
Malăk tjardak (bulgariska: Малък чардак) är ett distrikt i Bulgarien.   Det ligger i kommunen Obsjtina Săedinenie och regionen Plovdiv, i den centrala delen av landet, 120 km öster om huvudstaden Sofia.